# Maddalena Balsamo

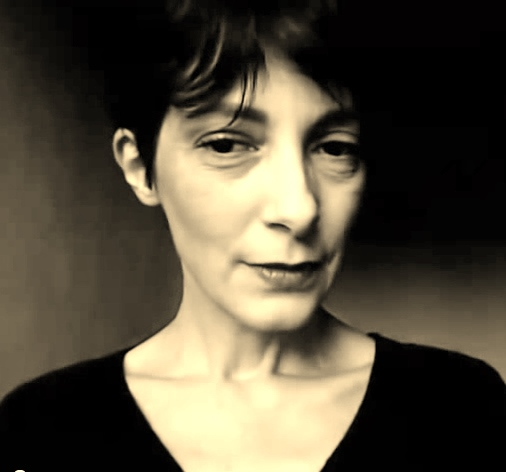
Maddalena Balsamo (2014)

Maddalena Balsamo, nota anche come Magda Balsamo (Bari, 3 luglio 1961), è un'attrice italiana.

## Biografia
Dopo aver studiato pianoforte e violino al Conservatorio Niccolò Piccinni di Bari ed aver conseguito la maturità artistica, si trasferisce a Milano nel 1980, dove si diploma in pittura all'Accademia di Belle Arti e studia canto jazz con Tiziana Ghiglioni. Lavora dieci anni come illustratrice indipendente per l'editoria (Astra, Harmony serie bianca). Suo il primo soggetto scritto da una donna per Dylan Dog (Abyss nº 120, firmato come Magda Balsamo).
Tra il 1989 e il 1991 lavora come cantante di piano bar nei villaggi turistici e in uno di questi, a Tropea, conosce Aldo, Giovanni e Giacomo, quando non erano ancora conosciuti al grande pubblico.
Negli anni '90 studia recitazione con Marco Filatori ed Enzo Tarascio.
A partire dal 1997 si dedica alla carriera teatrale e ha l'opportunità di mettersi in luce in ambito cinematografico e televisivo. Lavora anche nel campo della pubblicità e del doppiaggio.
Dal 20 febbraio 2009 comincia a pubblicare su YouTube un suo diario personale, in cui descrive i propri pensieri su argomenti vari, dalla politica alla quotidianità, dall'intimità all'arte.
Ha insegnato recitazione presso l'Agenzia Giancarlo Caremoli e al Teatro del Battito di Milano.

## Filmografia

### Cinema
- Storia malata, regia di Federico Rizzo (1999)
- Chiedimi se sono felice, regia di Aldo, Giovanni e Giacomo e Massimo Venier (2000)

### Televisione
- Vivere, Soap opera di Cristiana Farina, Lorenzo Favella - Canale 5 - Mediaset
- Don Luca, Sit-com regia di Giorgio Vignali con Luca Laurenti - Rete 4 - Mediaset
- Bradipo, fiction regia di Marco Pozzi e Andrea Pezzi produzione Groucho Film - MTV Italia
- Scherzi a parte, programma satirico ideato da Fatma Ruffini prodotto da RTI - Mediaset
- La strana coppia (titolo originale "The Odd Couple" di Neil Simon) - commedia (adattamento per la tv italiana)
- Hospital Central - Soap Opera  - Mediaset
- Non smettere di sognare, regia di Roberto Burchielli - Soap Opera - Mediaset

## Teatro
- Piero Chiara, La spartizione ovvero Venga a prendere il caffè da noi, adattamento dall'omonimo romanzo con la Compagnia teatro in mostra. Teatro Nuovo di Rebbio.
- Karl Valentin, Tingeltangel, regia di Corrado Accordino. Teatro Libero.
- William Shakespeare, Sogno di Una notte di mezza estate, regia di Corrado Accordino. Teatro Libero.
- Peter Handke, Ingresso nel vuoto, regia di Cesare Gallarini. Teatro Libero.
- David Laing, Taci, regia di Cesare Gallarini. Teatro Greco.
- Dacia Maraini, Zena, regia di Marco Filatori. Camera del Lavoro, Milano, poi in tournée.
- William Shakespeare, Hamlet, regia di Marco Filatori. Teatro Olmetto. “Càsina” di Plauto, regia di Beppe Arena. In tournée.
- G. Manfridi. La cerimonia,  regia di Walter Manfrè. Teatro Arsenale.
- Sergio Tofano, I cavoli a merenda, musiche di Carlo Boccadoro, produzione Sentieri Selvaggi. Teatro Dal Verme.
- William Shakespeare, Re Lear, regia di Valentina Colorni. Teatro Arsenale.
- Jean Paul Sartre, Le Troiane, regia di Annig Raimondi. Teatro Arsenale.
- A.R.Shammah, Il cuore di Milano, regia di A.R.Shammah, testi di Afeltra, Cederna, Montanelli, Tadini, Vergani. Regia di Benedetta Frigerio. Spazio CityLife, Milano.
- A.R.Shammah, Milano, festival della contemporaneità, progetto e regia di A. R. Shammah, Palazzo della Ragione, Milano.
- Cesare Lievi, Tempi d'amore, regia di Cesare Lievi, Università degli Studi di Milano, Gargnano sul Garda.
- Davide Ortelli e Francesco Bono, 5.41, per Masterclass Spazio, progetto teatrale di Luca Ronconi, Piccolo Teatro Studio- Milano
- Giovanni Chiara, Maria Anne Nannerl nata Mozart, regia di Marco Filatori. Teatro Oscar e Palazzina Liberty per la Casa della Poesia.
- Oscar Wilde, Hotel Salomè, adattamento e regia Marco Filatori, Teatro I, tournée e Palazzina Liberty per la Casa della Poesia.
- Andrea Vitali, Un amore di Zitella, adattamento e regia di Marco Filatori. Teatro sociale di Como e tournée in Lombardia.